# Adriana Gomes de Azevedo
Adriana Gomes de Azevedo (Natal, 6 de abril de 1978) é uma paracanoísta brasileira.

## Biografia e carreira
Drica Azevedo, como é popularmente conhecida, é natural de Natal, no Rio Grande do Norte. Ela teve poliomielite aos onze meses de vida. Começou a nadar com menos de dois anos. Aos 32 anos, recebeu o diagnóstico de síndrome pós-poliomielite, que causa degeneração muscular.
Em 1996 iniciou acarreira de Atleta na natação. Foi campeã Brasileira e Recordista no mesmo ano em sua Classe (S6-SB-5).
No ano seguinte, foi convocada para seu primeiro Mundial, o "World Wheelchair Games Stock Mandeville" na Inglaterra, conquistando 1 medallha de ouro e 2 pratas, nos 100m costas, 100m Livre e 50m Livre, respectivamente. 
Aos 21 anos, foi mãe da sua primeira filha, Nickolle. Se afastou das piscinas por oito anos.
Em março de 2007, a Drica retornou às piscinas, participou de 2 seletivas, e conquistou a vaga para integrar a Seleção Brasileira de Natação,  nos Jogos Parapan-Americanos de 2007. 
A atleta passou por nova Classificação Funcional, onde sua classe subiu para S7-SB6. As Chances de medalhar caíram por terra,  e ainda houve a Unificaçao de Classe na principal prova que haveria chance de medalha, que seria os 100m costas. Prova essa que a Drica nadou como S8, e recebeu o certificado com a informação da conquista do 2° lugar em sua Classe S7.
Em 2016, alguns anos após o diagnóstico da Síndrome pós-Polio,  que lhe causa fraqueza e degeneração muscular, já perdendo despenho na natação, Drica buscou um novo estímulo na Paracanoagem,  viu nessa nova modalidade uma esperança de permanecer no Esporte.
Em abril de 2017, ela disputou o Campeonato Sul-Americano de Canoagem, em Paipa, na Colômbia, onde conquistou a medalha de prata na classe KL1.
Em Março de 2020, foi campeã da Copa Brasil, o qual a classificou para a Copa do Mundo de Paracanoagem e Canoagem, em Szeged-Hungria, Campeonato esse, que só aconteceu em Maio de 2021, devido à Pandemia do Covid.
Nos Jogos Paralímpicos de Tóquio 2020 – realizadas entre agosto e setembro de 2021 – Adriana marcou o tempo de 1min05s564 na semifinal e acabou ficando fora da final. No Mundial de Canoagem Paralímpica de 2021, disputado no Lago Bagsværd, na Dinamarca, ficou na 7.ª colocação na KL1. No Campeonato Brasileiro do mesmo ano, realizado no Lago Paulo Gorski, em Cascavel, no Paraná. Ela foi campeã na classe KL1 feminina com o tempo de 1min02s230.
No Campeonato Parapan-Americano de Canoagem de 2022, realizado em Halifax, no Canadá, foi medalhista de bronze nos 200 metros KL1.
No Campeonato Pan-Americano de Canoagem Paralímpica de 2023, Adriana faturou a medalha de prata na KL1.

## Principais conquistas
Campeonato Sul-Americano de Canoagem Paralímpica
- Prata – KL1 feminina (Paipa 2017)

Campeonato Parapan-Americano de Canoagem
- Bronze – 200 metros KL1 (Halifax 2022)

● Campeonato Mundial de Paracanoagem e Canoagem, Szeged-Hungria. Maio de 2024
Final A, 8° Lugar. Conquistando a vaga brasileira para os Jogos Paralimpicos de Paris em 2024.